# Albert Kappis
Albert Kappis, né le 20 août 1836 à Wildberg, arrondissement de Calw et mort le 18 septembre 1914  à Stuttgart, est un peintre et dessinateur allemand d'origine wurtembergeoise.

## Biographie
Albert Kappis reçoit de 1850 à 1857 une formation de lithographe à l'atelier de son oncle Adam Gatternicht. Par ailleurs, il suit les cours de dessin de Carl von Kurtz puis étudie à l'Académie des beaux-arts de Stuttgart (de) ceux de Heinrich von Rustige (peinture d'histoire et de genre), Heinrich Funk (paysage), Bernhard von Neher (nu).
En 1860, il est étudiant de l'académie des beaux-arts de Munich auprès de Karl von Piloty. Il devient l'ami d'Adolf Heinrich Lier, Eduard Schleich, Anton Braith, Joseph Wopfner, Ludwig Willroider et fait la connaissance de Friedrich Salzer (de), Jakob Grünenwald et Carl Ebert.
En 1867, Albert Kappis fait un voyage d'étude à Paris et rencontre les membres de l'école de Barbizon. Au retour, il visite la Belgique et le Moseltal jusqu'à Düsseldorf où il lie connaissance avec Theodor Christoph Schüz. De 1871 à 1874, il rejoint Anton Braith et Christian Mali. En 1874, il fait son voyage de noces dans la province autonome de Bolzano et dans les environs de Venise. Puis il peint surtout des motifs de la région de Munich, en particulier le lac de Starnberg et le lac de Chiem.
En 1880 jusqu'à sa retraite en 1905, il est nommé professeur de peinture de paysage à Stuttgart, où il devient un professeur de l'« impressionnisme souabe ». Il fait des voyages en Bavière, la Forêt-Noire, le lac de Constance, à Hambourg et la mer Baltique.
Albert Kappis a peint surtout des paysages, des sujets de genre de la vie publique comme des scènes de récolte, de fêtes agricoles ou la tonte des moutons.

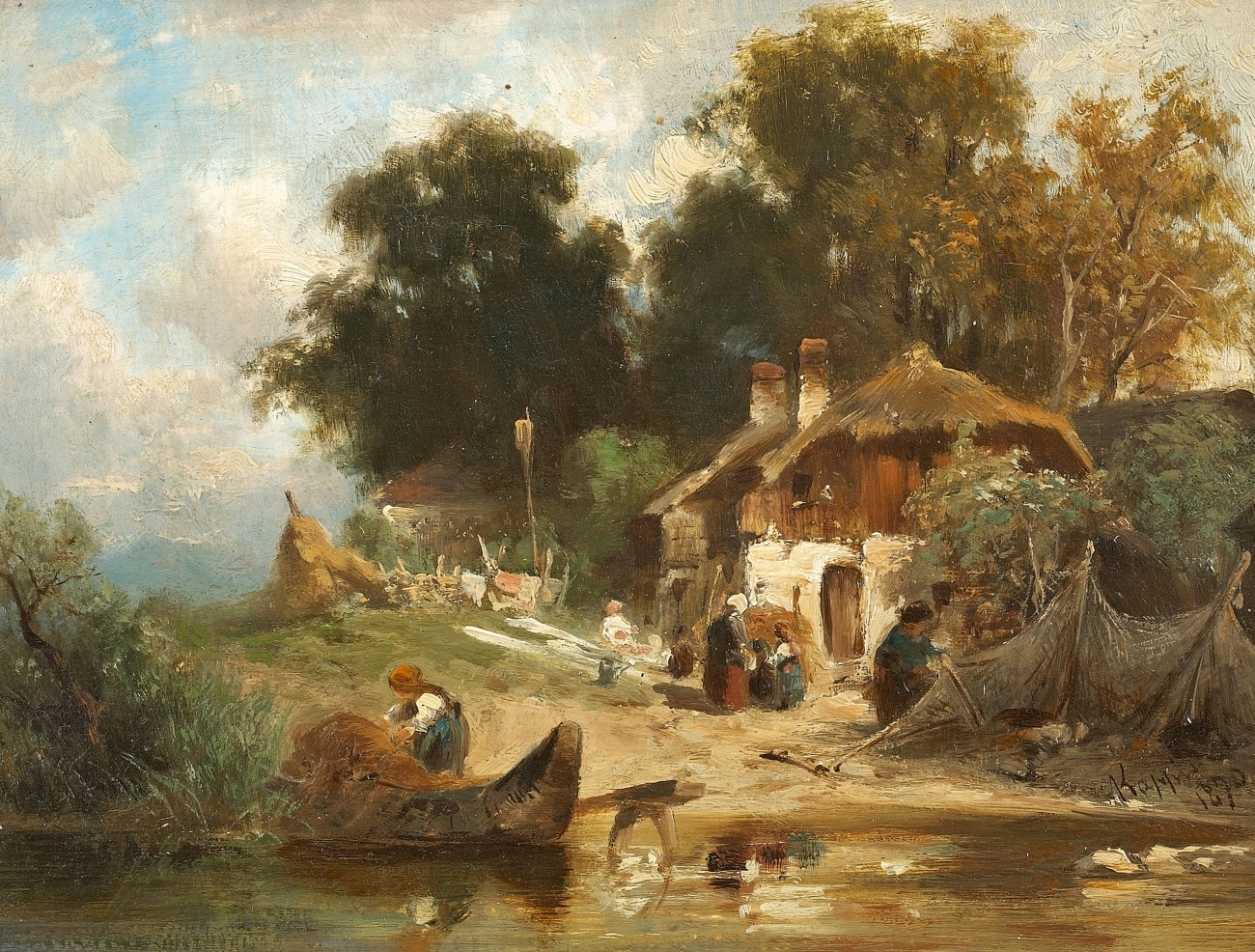
Maisons de pêcheurs sur un lac (1890).
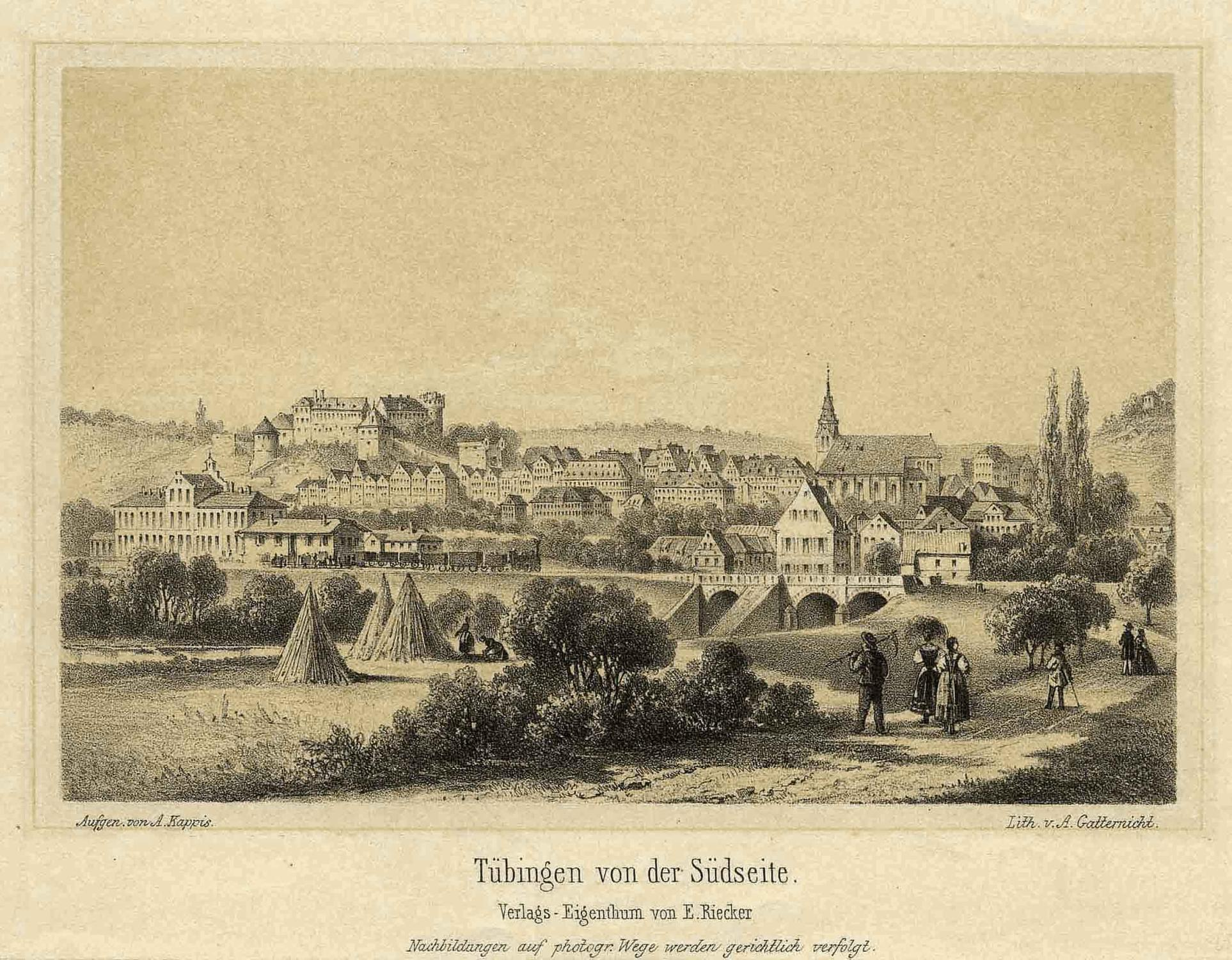
Tübingen vue du Sud, lithographie d'Adam Gatternicht d'après un dessin d'Albert Kappis (1862).